# Transit de Mercure depuis Vénus
Un transit astronomique de Mercure devant le Soleil se produit depuis Vénus lorsque Mercure passe directement entre le Soleil et Vénus, obscurcissant une petite partie du disque solaire du point de vue d'un hypothétique observateur vénusien.
Personne n'a assisté à l'un de ces transits et les conditions d'observations sont constamment défavorables autant par la couverture nuageuse permanente de Vénus, que par les conditions extrêmement hostiles de sa surface. Il n'y a qu'au-dessus des nuages que ces transits pourraient être observés.

## Fréquence
La fréquence des transits de Mercure devant le Soleil, vus depuis Vénus, est assez irrégulière : il est possible que plusieurs se produisent en une dizaine d'années, tandis que certaines autres périodes, de plusieurs décennies à plus d'un siècle, n'en possèdent pas un seul. La fréquence moyenne semble être plus grande que pour le transit de Mercure depuis la Terre.

## Liste
La liste suivante donne un certain nombre de transits, proche de notre époque.
- 21 mars 1894
- 4 juin 2007
- 18 décembre 2012
- 17 décembre 2016
- 2 juillet 2022
- 16 janvier 2028
- 1er août 2033
- 24 juin 2058
- 24 juin 2062
- 9 janvier 2064
- 8 janvier 2068
- 25 juillet 2069